# Université Paris Sorbonne
Sorbonne Université Lettres (do 2019 r.: Université Paris Sorbonne – Paris IV), lub Université Paris Sorbonne – jeden z 12 autonomicznych uniwersytetów paryskich, powstałych po podziale Uniwersytetu Paryskiego w 1970 r.

## Charakterystyka
Specjalizuje się w filologii (języki oraz literatury współczesne i antyczne), naukach humanistycznych i społecznych. Jego głównym budynkiem jest część tzw. starej Sorbony (w Dzielnicy Łacińskiej), istnieje także wiele aneksów. Uniwersytet powstał 1 stycznia 1970, kiedy to na mocy podziału stał się jednym z dwóch głównych sukcesorów dawnego Uniwersytetu Paryskiego (obok Université Panthéon-Sorbonne).
Jako jeden z głównych spadkobierców legendy dawnego Uniwersytetu Paryskiego wysoko ceniony we Francji, jak i w Europie i na świecie. Uniwersytet został sklasyfikowany przez QS World University Rankings 2017 na 18 miejscu w kategorii neofilologii, 26 w filozofii, a także na 36 miejscu w naukach humanistycznych. Ponadto władze w uczelni, w porozumieniu z Uniwersytetem Pierre-Marie Curie, postanowiły ogłosić fuzję, argumentując to chęcią zaznaczenia swojej pozycji w międzynarodowych rankingach (Paris IV miał wówczas jedynie wydziały humanistyczne, a UPMC wydziały ścisłe i przyrodnicze – połączenie miało rozszerzyć zakres działania samego uniwersytetu). Nowy uniwersytet zaczął funkcjonować od 1 stycznia 2018 roku pod nazwą Sorbonne Université, kontynuując tym samym legendę starej Sorbony.
Uniwersytet liczy obecnie około 55 000 sudentów. Do Uniwersytetu Paris-Sorbonne (jako jeden z departamentów) należy jest także prestiżowa szkoła komunikacji i dziennikarstwa, CELSA, znajdująca się na paryskich przedmieściach Neuilly-sur-Seine, podtrzymując ponadto kilkaset umów partnerskich z uniwersytetami z całego świata.
Od 2006 roku, Uniwersytet Paris Sorbonne funkcjonuje także w Zjednoczonych Emiratach Arabskich, pod nazwą Université Paris-Sorbonne-Abu Dhabi.

## Prezydenci
Lista prezydentów (rektorów) Uniwersytetu:
- Alphonse Dupront(inne języki) – 1971–1976
- Raymond Polin – 1976–1981
- Jacques Bompaire(inne języki) – 1981–1988
- Michel Meslin(inne języki) – 1988–1993
- Jean-Pierre Poussou(inne języki) – 1993–1998
- Georges Molinié(inne języki) – 1998–2003
- Jean-Robert Pitte(inne języki) – 2003–2008
- Georges Molinié(inne języki) – 2008–2012
- Barthélemy Jobert(inne języki) – 2012–2017